# Inés Rivero
María Inés Rivero (* 18. August 1975 in Córdoba) ist ein argentinisches Model.

## Karriere
Rivero wurde in Córdoba in Argentinien geboren. Mit 14 Jahren wurde sie von ihrer Mutter an einer lokalen Modenschau angemeldet. Ein Agent entdeckte sie im Alter von 16 Jahren, als sie in ihrer Heimatstadt modelte. Ein Jahr später gewann sie den „Elite Look of the Year“-Wettbewerb in Argentinien.
Rivero war auf dem Cover von Zeitschriften wie Elle, Glamour, Harpers Bazaar und Vogue. Seit 1998 hat sie einen Vertrag als Victoria’s Secret Model.
Ihr erster Ehemann Graf Prince Jarl Ale de Basseville nahm mit ihr ein Musikalbum mit dem Titel Hasta Siempre auf. Sie ist auch gelegentlich als Schauspielerin aktiv. Dabei hat sie vor allem Cameo-Auftritte.
Sie heiratete zweimal. Aus zweiter Ehe hat sie eine Tochter (* 2001). Zurzeit wohnt sie in New York City.

## Filmografie (Auswahl)
- 1997: 40 degrés à l’ombre de la 3 (Fernsehserie, 3 Episoden)
- 1998: VH1 Fashion Awards
- 2000: Boys and Girls
- 2001: The Victoria’s Secret Fashion Show
- 2005: Los 50 más bellos de People en Español
- 2006: Der Teufel trägt Prada (The Devil Wears Prada)
- 2012: Model Latina (Fernsehserie, 10 Episoden)
- 2013: Skum Rocks!
- 2015: La noche de Mirtha (Fernsehserie, Episode 3x25)